# Skolbibliotek
Skolbibliotek är en gemensam och ordnad resurs av medier och information, vilken ska ses som en pedagogisk resurs till elever och lärare. IFLA (The International Federation of Library Associations and Institutions) och Unesco har utarbetat riktlinjer för skolbibliotek som översatts till svenska. Manifestet beskriver skolbibliotekarien som en fackutbildad bibliotekarie, med ytterligare pedagogisk utbildning,  som tillsammans med pedagogisk personal och skolans ledning arbetar för att verksamhetens mål och uppdrag uppnås. Manifestet ser också personalsituationen på skolbiblioteken som mycket viktig för att få en fungerande verksamhet. Skolbibliotekariens roll är enligt manifestet att kunna utveckla och handleda lösningar för olika informationsbehov, läsintresse, media och kulturaktiviteter (ibid. s.13 ff). 

## Skolbibliotek i Sverige
Med den nya skollagens 2 kap 36 §, som trädde ikraft 1 juli 2011, innebar också nya bestämmelser gällande skolbiblioteken. Skolbiblioteket ingår i skolans pedagogiska verksamhet och har som uppgift att stödja elevernas lärande och hjälpa dem att nå de uppsatta målen. Önskvärt är att verksamheten drivs av akademiskt utbildade bibliotekarier i samarbete med pedagoger och skolledning. Den kan även skötas av annan personal på skolan. 
Lagen säger att alla elever, oavsett om de går i en kommunal eller fristående skola, ska ha tillgång till ett skolbibliotek. Bestämmelsen omfattar såväl grundskolor och motsvarande skolformer som gymnasie- och gymnasiesärskolor. Lagen säger dock inget om vikten av utbildad personal 2 kap. 36 § Skollagen (2010:800). 

### Definition av skolbibliotek
Fackförbundet DIK, som organiserar bland annat skolbibliotekarier, har upprättat en skolbiblioteksgrupp (Expertgrupp för skolbibliotekarier) som år 2011 kom fram till följande vägledande definition om vad ett skolbibliotek är: "Skolbiblioteket är en pedagogisk funktion. Skolbibliotekets uppdrag definieras av skollagen och nationella kurs- och läroplaner. Under ledning av kompetent personal stärker skolbiblioteket elevernas digitala och språkliga kompetens i en vidgad textvärld". 
Skolinspektionen, som är den myndighet som utövar tillsyn över svensk skolverksamhet, sammanfattar sina krav på vad ett skolbibliotek är på följande sätt: 
1. Eleverna har tillgång till ett skolbibliotek i den egna skolenhetens lokaler eller på rimligt avstånd från skolan som gör det möjligt att kontinuerligt använda biblioteket som en del av elevernas utbildning för att bidra till att nå målen för denna.
2. Biblioteket omfattar böcker, facklitteratur och skönlitteratur, informationsteknik och andra medier.
3. Biblioteket är anpassat till elevernas behov för att främja språkutveckling och stimulera till läsning.

På Skolverkets sidor går det att hitta mer information om skolbibliotek. Skolverket har dock inget regeringsuppdrag kring skolbibliotek.

### Skolbibliotek i världsklass
I ett försök att lyfta bra exempel på skolbibliotek har fackförbundet DIK tagit fram utmärkelsen Skolbibliotek i världsklass. År 2013 fick 26 skolor denna utmärkelse och för att skolorna inte skall kunna luta sig tillbaka mot tidigare meriter behöver de ansöka på nytt varje år. I juryn finns DIK:s expertgrupp för skolbibliotekarier. Bland kriterierna märks särskilt att skolbiblioteket är en pedagogisk funktion, har samarbete med skolledning och lärare samt stärker elevernas digitala kompetens. De menar också att skolbibliotekarier på en skola i världsklass är effektiva inspiratörer för att öka läsfärdigheten hos eleverna och är navet i den digitala kunskapsskolan. 
Det är i skrivande stund oklart om utmärkelsen har bidragit till några reella förändringar inom skolbiblioteksfrågan i Sverige.

### Lag om skolbibliotek för alla elever
Från 1 juli 2025 har alla elever rätt att ha tillgång till bemannade skolbibliotek.